# Uthman ibn Abi Nis'a al-Judh'ami
ʿUthmān ibn Abī Nisʿa al-Khathʿamī (in arabo عثمان بن أبي نسعة الخثعمي‎?; ... – dopo il 745) fu Wali di al-Andalus tra il 728 ed il 729.

## Origine
La Histoire de la conquête de l'Espagne par les Musulmans, riporta che Uthman era figlio di Abi Nis'a al-Judh'ami, di cui non si conoscono gli ascendenti.

La penisola iberica, nel 729, durante il governatorato di Uthman ibn Abi Nis'a al-Judh'ami

## Biografia
La Histoire de l'Afrique et de l'Espagne, precisa che il governo del wali di al-Andalus Hudhayfa ibn al-Ahwas al-Qaysi, suo predecessore, durò solo sei mesi, dal luglio al dicembre 728, e fu sostituito da un nuovo wali: Uthman ibn Abi Nis'a al-Judh'ami.
Anche il Diccionario biográfico español, Real Academia de la Historia, riporta che il governatorato di Hudhayfa durò sei mesi dal luglio al dicembre 728.
Sia la Histoire de la conquête de l'Espagne par les Musulmans, che la Ajbar Machmuâ: crónica anónima. riportano che Uthman, nel 728 fu nominato wālī di al-Andalus, come successore di Ḥudhayfa ibn al-Aḥwās al-Qaysī.
Il governo di Uthman durò solo quattro mesi e nell'aprile del 729 fu sostituito da un nuovo vali: al-Ḥaytham ibn ʿUbayd al-Kinānī.
Il Diccionario biográfico español, Real Academia de la Historia, riporta che Uthman continuò a vivere in al-Andalus, sino al 745, anno in cui Abū l-Khaṭṭār al-Ḥuṣām ibn Dirār al-Kalbī lo espulse, per i suoi intrighi, e Uthman si trasferì in Ifriqiya, stabilendosi a Kairouan, la capitale, dove morì in data sconosciuta.
Anche la Histoire de l'Afrique et de l'Espagne, riporta che, dopo essere stato destituito, Uthman si ritirò a Kairouan, dove morì.